# چرخند آیدای
چرخند آیدای (انگلیسی: Cyclone Idai) یک چرخند حاره‌ای شدید استوایی است که از سال ۲۰۰۸ به بعد، شدیدترین چرخندی بوده که به موزامبیک اصابت کرده و پرتلفات‌ترین چرخند استوایی سال ۲۰۱۹ است. این چرخند از یک آشفتگی هوای استوایی در جنوب شرقی اقیانوس هند در ۴ مارس نشأت گرفت و در ۹ مارس مجدداً در سواحل موزامبیک ظاهر شد و روز بعد به صورت چرخند استوایی با قدرت متوسط درآمد، سپس به سرعت قوت گرفت و در ۱۱ مارس به یک چرخند استوایی شدید با سرعت ۱۷۵ کیلومتر بر ساعت تبدیل شد. در ۱۴ مارس به حداکثر قدرت خود رسید و سرعت آن بالغ بر ۱۹۵ کیلومتر بر ساعت شد و در ۱۵ مارس بارش شدیدی را در سواحل موزامبیک برجا نهاد. به علت باد و باران شدید سیلاب بزرگی در ماداگاسکار، مالاوی و موزامبیک ایجاد کرد و دست کم ۳۱۴ کشته شامل ۱۵۰ نفر در موزامبیک، ۹۸ نفر در زیمبابوه، ۵۶ نفر در مالاوی، ۷ نفر در آفریقای جنوبی و ۳ نفر در ماداگاسکار برجا نهاد.